# Iglesia de São Francisco da Prainha
La Iglesia de São Francisco da Prainha es un templo católico ubicado en el barrio de Saúde, en la zona central de la ciudad de Río de Janeiro, Brasil. Se localiza en la rúa Sacadura Cabral, cerca al Largo de São Francisco da Prainha y a los pies del Morro da Conceição. Tiene un estilo barroco jesuita.
Fue construida en 1696 y remodelada en el 2015 siendo reabierta el 7 de julio de ese año. La reforma de la iglesia fue hecha en el contexto del Porto Maravilha, una operación urbana que buscó revitalizar la zona portuaria de Río de Janeiro. Ha sido declarada como patrimonio cultural por el Instituto del Patrimonio Histórico y Artístico Nacional en su calidad de monumento artístico.
La iglesia recibió su nombre en homenaje a San Francisco de Asís, patrono de los animales y del medio ambiente. En su día, el 4 de octubre, se celebran varias misas además de hacerse una gran fiesta que atrae a muchos devotos.

## Historia
La iglesia fue levantada en 1696 a pedido del padre Francisco da Motta. En 1704, la edificación fue donada testamentariamente para la Orden Tercera de São Francisco da Penitência, actualmente denominada Orden Franciscana Seglar.
En 1711, durante la invasión francesa de la ciudad de Río de Janeiro, las tropas comandadas por Jean-François Duclerc quedaron acuarteladas entre la capilla de la iglesia y un trapiche, donde se almacenaba el azúcar que llegaba al Puerto de Río de Janeiro. Con la finalidad de provocar la rendición del enemigo, el gobernador y capitán general de la Capitanía de Río de Janeiro, Francisco de Castro Morais, ordenó el incendio tanto de la iglesia como del trapiche, que quedaron en ruinas durante algunos años.
La reconstrucción de la iglesia se inició el 4 de noviembre de 1738 concluyéndose dos años después, en 1740. Durante este periodo, la iglesia obtuvo formas barrocas, presentes en la edificación hasta hoy. En 1910, la iglesia pasó por una reforma donde se implantaron características góticas en su interior. Debido a su valor histórico, la iglesia fue declarada como patrimonio cultural en 1928 por el IPHAN.
En el 2004, el templo fue intervenido por Defensa Civil debido a problemas de conservación. En ese momento, el enfoscado de la fachada estaba caído en varios puntos, los marcos de puertas y ventanas de manera estaban deterioradas y el techo corría el riesgo de caerse. En el 2013, la Compañía de Desarrollo Urbano de la Región del Puerto de Río de Janeiro (CDURP) contrató a la empresa Biapó para recuperar el edificio. El 7 de julio del 2015, la iglesia fue reabierta luego de 12 años. La misa solemne de reinauguración fue celebrada por el arzobispo de la ciudad, cardenalOrani João Tempesta, y tuvo la participación del alcalde carioca Eduardo Paes.